# John Hagenbeck
John Heinrich August Hagenbeck (né le 15 octobre 1866 à Hambourg, mort le 16 décembre 1940 à Colombo) est un marchand d'animaux, écrivain et producteur de cinéma allemand.

## Biographie
John Hagenbeck est le fils aîné du second mariage de Carl Claes Gottfried Hagenbeck. Son père, qui travaille comme grossiste en poisson, est un demi-frère de Carl Hagenbeck, qui a une animalerie et possède un zoo. À partir de 1881, il travaille dans l'entreprise de Carl Hagenbeck, pour laquelle il transporte des animaux, accompagne des spectacles de cirque et de zoo humain. Un premier voyage le conduit à Ceylan en 1886. Ici, il recrute des acteurs pour le zoo humain de Hagenbeck.
En 1891, il arrête de travailler pour Carl Hagenbeck. John Hagenbeck se rend à Colombo au Sri Lanka, où il travaille de manière indépendante en tant qu'affréteur de navires et planteur. Il achète des plantations de caoutchouc, de cacao et de thé. Il met également en place une animalerie. Les autorités britanniques se réfèrent à Hagenbeck au début de la Première Guerre mondiale en août 1914. Il choisit d'abord Batavia comme résidence, mais doit fuir en raison d'une extradition imminente vers les Britanniques. Il se déguise en soldat colonial belge et quitte le continent sur un navire néerlandais en direction de l'Europe.
Hagenbeck retourne à Hambourg pour soutenir Lorenz et Heinrich Hagenbeck dans la gestion du zoo. En 1918, il fonde à Berlin la John-Hagenbeck-Film GmbH, qui produit entre 1919 et 1923 14 longs métrages et neuf courts métrages d'animation. Les films couvrent l'exotisme, l'aventure et les animaux sauvages. Le premier film intitulé Dante est tourné en 1919 dans le jardin zoologique situé près de la Dammtor. En outre, Hagenbeck écrit de nombreux livres qui paraissent dans plusieurs éditions partiellement révisées. Les ouvrages traitent d'expériences qu'il a vécues lors de ses voyages en Asie de l'Est.
En 1927, John Hagenbeck retourne à Colombo. Il redevient un marchand prospère et échange des animaux. Il fonde un zoo à Dehiwala-Mount Lavinia en 1929 et le vend à l'État en 1935. Les autorités britanniques arrêtent Hagenbeck au début de la Seconde Guerre mondiale en 1939. Elles confisquent tous ses biens.

## Œuvres

### Filmographie
- 1919 : Darwin – Im Fieber unter Afrikas Tropensonne
- 1920 : Eine Frau mit Vergangenheit
- 1920 : Der schwarze Graf
- 1920 : Der Schädel der Pharaonentochter
- 1921 : Die Schreckensnacht in der Menagerie
- 1921 : Der Herr der Bestien (de)
- 1921 : Unter Räubern und Bestien
- 1921 : Die Rache der Afrikanerin
- 1922 : Die Tigerin (de)
- 1922 : Wildnis
- 1922 : Die weisse Wüste
- 1923 : Er ist Dein Bruder
- 1923 : Im Schatten der Moschee (de)
- 1923 : L'Empreinte de Bouddha
- 1923 : Chu Chin Chow
- 1929 : Das « Goldene Augsburg », die Stadt der Confessio Augustana